# Proteminos
Proteminos (Prothemini) é uma tribo de coleópteros da subfamília Cerambycinae.

## Sistemática
- Ordem Coleoptera
  - Subordem Polyphaga
    - Infraordem Cucujiformia
      - Superfamília Chrysomeloidea
        - Família Cerambycidae
          - Subfamília Cerambycinae
            - Tribo Prothemini (Lacordaire, 1869)
              - Gênero Euryarthrum (Blanchard, 1845)
              - Gênero Homalomelas (White, 1855)
              - Gênero Prothema (Pascoe, 1857)